# Bo Johansson (finansman)
Bo Johansson, som även kallar sig Joe Hansson (artistnamn), född 1962 i Malmberget, och har arbetat som bland annat finansman, vinodlare, författare och musiker.  
Som tidigare finansman och företrädare för investmentbolaget Obol Investment har han sponsrat basketklubbarna Plannja Basket och Norrköping Dolphins samt hockeyklubbarna Örebro HK och Luleå Hockey. Flera andra basket- och ishockeyklubbar i Sverige stod i slutet av 2006 i begrepp att skriva sponsoravtal med Obol. Den svenska basketligan bytte i oktober 2006 namn till Obol Basketball League efter att Svenska Basketbollförbundet och Obol Investment tecknat ett 15-årigt avtal. Svenska Basketbollförbundet liksom Luleå Hockey och Plannja Basket har i slutet på 2006 ensidigt avbrutet sponsoravtalen. Johansson har gett ut en bok, Onda Ögat där han ger sin bild av de händelser som ledde till Obols avvecklande.  
Johansson ägde tidigare vingården Coronarossa utanför Florens i Italien.